# 서의
서의(徐義, ?~?)는 고려의 문신이다. 본관은 대구, 아버지는 판전객시사(判典客시事) 서익진(徐益進)이다.

## 생애
서의는 고려 말엽에 호조전서(戶曹典書 - 정3품)를 역임하였다. 후에는 관직을 버리고 가족을 데리고 경상도 자인현에 은거하여 여생을 마쳤다.
병조판서(兵曹判書 - 정2품)와 정헌대부(正憲大夫 - 정2품)를 증직되었다.

## 가족 관계
- 아버지 : 서익진(徐益進)
- 어머니 : ?
  - 아들: 서미성(徐彌性)
    - 손자: 서거광(徐居廣)
    - 손자: 서거정(徐居正)